# منطقه آگرا
منطقه آگرا (به انگلیسی: Agra district) یک منطقهٔ مسکونی در هند است که در Agra division واقع شده‌است. منطقه آگرا ۴٬۰۲۷ کیلومتر مربع مساحت و ۴٬۴۱۸٬۷۹۷ نفر جمعیت دارد.